# James Mason
Pour les articles homonymes, voir Mason et James Mason (homonymie).
James Mason est un acteur britannique, né le 15 mai 1909 à Huddersfield, dans le Yorkshire (Angleterre), et mort le 27 juillet 1984 à Lausanne en Suisse.
Ayant à son actif plus de cent trente films dont Huit Heures de sursis de Carol Reed, L'Affaire Cicéron de Joseph Mankiewicz, Vingt mille lieues sous les mers de Richard Fleischer, La Mort aux trousses d'Alfred Hitchcock, Le Prisonnier de Zenda de Richard Thorpe, La Chute de l'Empire romain d'Anthony Mann, La Mouette et Le Verdict de Sidney Lumet, Le Piège de John Huston, ou encore Lolita de Stanley Kubrick, il est considéré comme l'un des plus grands acteurs britanniques et hollywoodiens.

## Biographie

### Star britannique
Après des études d'architecture à Cambridge, James Mason se dirige vers le théâtre. Il rejoint dès 1931 la Old Vic Company, une troupe sous la direction de sir Tyrone Guthrie. Sa première tentative au cinéma est un échec quand, en 1934, il est renvoyé du plateau de tournage d'un film réalisé par Alexander Korda. C'est lors d'un cocktail qu'il rencontre Albert Parker, réalisateur américain qui devient plus tard un grand ami. Dès 1935, leur première collaboration, Late Extra, remporte un vif succès auprès du public britannique. De 1935 à 1947, Mason parvient à démontrer son véritable talent d'acteur dans des films tels que L'Homme en gris, L'Homme fatal ou encore Le Septième Voile.
Mason devient une star du florissant cinéma britannique : il tourne des adaptations d'Edgar Wallace, George Eliot, la Baronne Orczy, A. J. Cronin, et même d'Edmond Rostand et Marcel Achard, se frotte au gotha des acteurs de son pays — Laurence Olivier, Vivien Leigh, Deborah Kerr, Michael Redgrave... À la télévision, il se confronte à Ralph Richardson et interprète Molière et W. Somerset Maugham. Il impose son romantisme souvent inquiétant de séducteur face à Valerie Hobson, Virginia Cherrill, Margaret Lockwood, Phyllis Calvert et Ann Todd, reines des écrans britanniques.

### Le triomphe deOdd Man Out
En 1947, James Mason remporte son premier grand succès international avec le film Huit Heures de sursis (Odd Man Out, en anglais) de Carol Reed. Dans ce film, il interprète Johnny McQueen, le chef d'une organisation irlandaise clandestine qui, blessé à la suite d'un braquage raté, disparaît, errant dans les rues de Belfast alors qu'il est recherché par la police. C'est d'ailleurs le film préféré de Mason qui reconnaît ultérieurement dans une entrevue que le rôle de McQueen est l'une de ses meilleures compositions cinématographiques.
La vedette confirmée va être ravie à la Grande-Bretagne par Hollywood, comme cela s'est souvent produit.

### Départ pour Hollywood
À la suite d’accrocs avec J. Arthur Rank, président de la firme cinématographique Rank Organisation (qu'il traitait de vendeur de farine) et de démêlés avec la justice (un procès eut lieu en 1947), il quitte le Royaume-Uni pour les États-Unis où il reste deux ans sans tourner, le procès lui interdisant de travailler dans le domaine du cinéma. C'est donc en 1949 que Mason tourne son premier film américain Pris au piège du cinéaste français Max Ophuls. Sa période hollywoodienne le propulse au rang de vedette internationale avec des films comme Le Prisonnier de Zenda, Pandora, Le Renard du désert, Jules César, Vingt Mille Lieues sous les mers, ou encore Une étoile est née qui lui vaut sa première nomination aux Oscars.
Chaque fois, il s'impose sans difficulté face aux plus grandes stars américaines : Ava Gardner, Marlon Brando, Judy Garland, Kirk Douglas. Au long de sa carrière abondante, il interprète notamment l’écrivain Flaubert ou le maréchal Rommel.

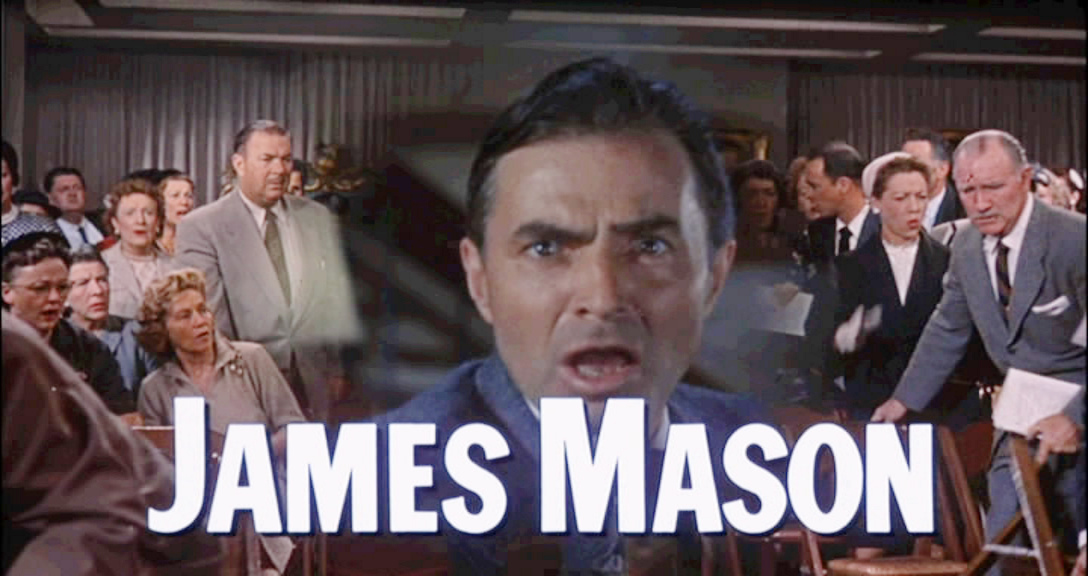
Dans La Mort aux trousses en 1959, son rôle est celui d'un espion de la guerre froide.

En 1956, Mason entreprend sa première production avec le film Derrière le miroir de Nicholas Ray. Le film est un échec commercial en Amérique du Nord, mais il remporte un vif succès en Europe. Néanmoins, James Mason met vite un terme à cet essai et continue de tourner dans de grandes productions américaines telles que La Mort aux trousses d'Alfred Hitchcock ou encore Voyage au centre de la Terre d’après l’œuvre de Jules Verne.
En 1962 sous la direction de Kubrick, Mason joue dans Lolita, d’après le roman de Nabokov paru en 1955 : cela lui vaut une nomination aux Golden Globes ainsi qu'aux BAFTA. Le film, qui raconte l'histoire d'un écrivain pris d'une passion amoureuse et sexuelle, obsessionnelle, pour une jeune adolescente d'environ 12 ans, est tourné au Royaume-Uni, ce qui permet à l’acteur de revenir à ses racines britanniques.
En 1962, Mason s'établit en Suisse à Corseaux, au chemin du Grand-Pin, à l'ombre d'un séquoia,.

### Retour en Angleterre
En 1967, il quitte définitivement Hollywood pour son pays natal, où il renoue avec le public britannique avec des films comme Georgy Girl (1966), film pour lequel il reçoit une deuxième nomination aux Oscars, La Mouette (1969) d’après la pièce de Tchekhov, Mandingo (1974) ou encore Croix de fer (1976). Les Britanniques Jack Clayton et Michael Powell le dirigent respectivement dans Le Mangeur de citrouilles (1964) et Age of Consent (1969). Entre 1975 et 1976, il tourne une série de quatre films en Italie, tous des polizieschi (polars à l'italienne), dans lesquels il interprète tour à tour un riche homme d'affaires, un sénateur corrompu, un avocat véreux et un procureur municipal. Mason ne parlant pas l’italien, ses scènes sont doublées dans la version originale. Vers la fin des années 1970, il apparaît le plus souvent dans de petits rôles comme dans Jésus de Nazareth (1977), Ces garçons qui venaient du Brésil (1978) ou Les Vampires de Salem (1979), un téléfilm tiré d'un roman de Stephen King.
Avec Le Verdict (The Verdict) de Sidney Lumet, James Mason obtient en 1982 une troisième et dernière nomination aux Oscars, pour le meilleur acteur dans un second rôle. De ses derniers films, on peut retenir Meurtre au soleil (1982), une adaptation d'un roman policier d'Agatha Christie, mais aussi La Partie de chasse (1984) dans lequel il interprète un aristocrate britannique vieillissant, face à son aîné, interprété par John Gielgud. The Assisi Undergound, tourné quelques mois avant sa mort, est son dernier film.

### Mort
Peu de temps après le tournage de The Assisi Underground, James Mason meurt d'une crise cardiaque au CHUV à Lausanne le 27 juillet 1984 à l'âge de 75 ans. Le service funèbre se tient à l'église anglaise de Vevey le 31 juillet. James Neville Mason repose désormais dans le petit cimetière de Corsier-sur-Vevey, en Suisse, la troisième tombe sur la gauche de celle de son vieil ami Charles Chaplin. Sa veuve Clarissa est morte en 1994.

Quelques mois après, Michel Cieutat lui rend hommage dans la revue Positif : 

« Méchant, bon ou trouble, James Mason, dont on peut regretter qu'il n'ait pas travaillé avec Joseph Losey, fut donc un acteur complet qui représenta un homme total. Les rôles qu'il nous laisse échappent à toute mythologie figée, sont au-delà du firmament des stars. Il demeurera, comme Michel Bouquet chez nous, à l'image même de sa voix, un acteur d'exception. »

## Filmographie

### Acteur

#### Cinéma
- 1935 : Late Extra de Albert Parker : Jim Martin
- 1936 : Le Secret d'Istamboul (en) (Secret of Stamboul) de Andrew Marton : Larry
- 1936 : The High Command (en) de Thorold Dickinson : le capitaine Heverell
- 1936 : Twice Branded (en) de MacLean Rogers : Henry Hamilton
- 1936 : Prison Breaker (en) de Adrian Brunel : « Bunny » Barnes
- 1936 : Blind Man's Bluff (en) de Albert Parker : Stephen Neville
- 1936 : Troubled Waters (en) de Albert Parker : John Merriman
- 1937 : The Mill on the Floss (en) de Tim Whelan : Tom Tulliver
- 1937 : L'Invincible Armada (Fire Over England) de William K. Howard : Hillary Vane
- 1937 : Catch as Catch Can (en) de Roy Kellino : Robert Leyland
- 1937 : Le Chevalier de Londres (The Return of the Scarlet Pimpernel) de Hans Schwartz : Jean Tallien
- 1939 : J'ai rencontré un assassin (en) (I Met a Murderer) de Roy Kellino : Mark Warrow
- 1941 : This Man Is Dangerous (en) de Lawrence Huntington : Mick Cardby
- 1941 : Le Chapelier et son château (Hatter's Castle) de Lance Comfort : Dr Renwick
- 1942 : The Night Has Eyes (en) de Leslie Arliss : Stephen Deremid
- 1942 : Alibi (en) (Alibi) de Brian Desmond Hurst : André Laurent
- 1942 : Service secret (Secret Mission) de Harold French : Raoul de Carnot
- 1942 : Le Rocher du tonnerre (Thunder Rock) : Streeter
- 1943 : The Bells Go Down de Basil Dearden : Ted Robbins
- 1943 : L'Homme en gris (The Man in Grey) de Leslie Arliss : Lord Rohan
- 1943 : Contre-espionnage (en) (They Met in the Dark) de Karel Lamač : Richard Francis Heritage
- 1944 : L'Homme fatal (Fanny by Gaslight) de Anthony Asquith : Lord Manderstoke
- 1944 : Candlelight in Algeria (en) de George King : Alan Thurston
- 1944 : Hôtel Réserve de Lance Comfort et Max Greene : Peter Vadassy
- 1945 : Le Médaillon fatal (A Place of One's Own) de Bernard Knowles : Henry Smedhurst
- 1945 : Le Tyran (en) (They Were Sisters) de Arthur Crabtree : Geoffrey Lee
- 1945 : Le Septième Voile (The Seventh Veil) de Compton Bennett : Nicholas
- 1945 : Le Masque aux yeux verts (The Wicked Lady) de Leslie Arliss : Jerry Jackson
- 1947 : Huit Heures de sursis (Odd Man Out) de Carol Reed : Johnny McQueen
- 1947 : La Vengeance du docteur Joyce (en) (The Upturned Glass) de Lawrence Huntington : Michael Joyce
- 1949 : Pris au piège (Caught) de Max Ophuls : Dr Larry Quinada
- 1949 : Madame Bovary de Vincente Minnelli : Gustave Flaubert
- 1949 : Les Désemparés (The Reckless Moment) de Max Ophuls : Martin Donnelly
- 1949 : Ville haute, ville basse (East Side, West Side) de Mervyn LeRoy : Brandon Bourne
- 1950 : L'Impasse maudite (One Way Street) de Hugo Fregonese: Dr Frank Matson
- 1951 : Pandora (Pandora and the Flying Dutchman) de Albert Lewin : Hendrik van der Zee
- 1951 : Le Renard du désert (The Desert Fox: The Story of Rommel) de Henry Hathaway : le maréchal Rommel
- 1952 : Lady Possessed (en) de William Spier et Roy Kellino : Jimmy Del Palma
- 1952 : L'Affaire Cicéron (5 Fingers) de Joseph L. Mankiewicz : Diello / Cicéron
- 1952 : Le Prisonnier de Zenda (The Prisoner of Zenda) de Richard Thorpe : Rupert de Hentzau
- 1952 : Face to Face de John Brahm : le capitaine
- 1953 : Charade de Roy Kellino : le meurtrier / Major Linden / Jonah Watson
- 1953 : Histoire de trois amours (The Story of Three Loves) de Gottfried Reinhardt : Charles Coutray
- 1953 : Les Bagnards de Botany Bay (Botany Bay) de John Farrow : le capitaine Paul Gilbert
- 1953 : Les Rats du désert (The Desert Rats) de Robert Wise : le maréchal Rommel
- 1953 : Jules César (Julius Caesar) de Joseph L. Mankiewicz : Brutus
- 1953 : L'Homme de Berlin (The Man Between) de Carol Reed : Ivo Kern
- 1953 : Le Cœur révélateur (en) : le narrateur (voix)
- 1954 : Prince Vaillant (Prince Valiant) d'Henry Hathaway : Sir Brack
- 1954 : Une étoile est née (A Star Is Born) de George Cukor : Norman Maine
- 1954 : Vingt Mille Lieues sous les mers (20000 Leagues Under the Sea) de Richard Fleischer : le capitaine Nemo
- 1956 : Son ange gardien (Forever, Darling) de Alexander Hall : l'ange gardien
- 1956 : Derrière le miroir (Bigger Than Life) de Nicholas Ray : Ed Avery
- 1957 : Une île au soleil (Island in the Sun) de Robert Rossen : Maxwell Fleury
- 1958 : Cri de terreur (Cry Terror!) de Andrew L. Stone : Jim Molner
- 1958 : Terreur en mer (en) (The Decks Ran Red) de Andrew L. Stone : le capitaine Edwin Rummill
- 1959 : La Mort aux trousses (North by Northwest) d'Alfred Hitchcock : Phillip Vandamm
- 1959 : Voyage au centre de la Terre (Journey to the Center of the Earth) de Henry Levin : Sir Oliver S. Lindenbrook
- 1959 : Un brin d'escroquerie (A Touch of Larceny) de Guy Hamilton : le commandant Max Easton
- 1960 : Les Procès d'Oscar Wilde (The Trials of Oscar Wilde) de Ken Hughes : Sir Edward Carson
- 1961 : Le Manège du ménage (The Marriage-Go-Round) de Walter Lang : Paul Delville
- 1962 : Les Fuyards du Zahrain (Escape from Zahrain) de Ronald Neame : Johnson
- 1962 : Lolita de Stanley Kubrick : le professeur Humbert Humbert
- 1962 : La Belle des îles (Tiara Tahiti) de Ted Kotcheff : le capitaine Brett Aimsley
- 1962 : L'Île de la violence (Hero's Island) de Leslie Stevens : Jacob Weber / major Bonnet
- 1963 : Défi à Gibraltar (Torpedo Bay) de Charles Frend : le capitaine Blayne
- 1964 : La Chute de l'Empire romain (The Fall of the Roman Empire) de Anthony Mann : Timonides
- 1964] : Le Mangeur de citrouilles (The Pumpkin Eater) de Jack Clayton : Bob Conway
- 1965 : Lord Jim de Richard Brooks : « Gentleman » Brown
- 1965 : Genghis Khan de Henry Levin : Kam Ling
- 1965 : Les Pianos mécaniques (Los Pianos mecánicos) de Juan Antonio Bardem : Pascal Regnier
- 1966 : Le Crépuscule des aigles (The Blue Max) de John Guillermin : le comte von Klugermann
- 1966 : Georgy Girl de Silvio Narizzano : James Leamington
- 1967 : M15 demande protection (The Deadly Affair) de Sidney Lumet : Charles Dobbs
- 1967 : L'Étranger dans la maison (en) (Stranger in the House) de Pierre Rouve : John Sawyer
- 1968 : Duffy, le renard de Tanger (Duffy) de Robert Parrish : Charles Calvert
- 1968 : Mayerling de Terence Young : l’empereur François-Joseph
- 1969 : La Mouette (The Sea Gull) de Sidney Lumet : Trigorin
- 1969 : Age of Consent de Michael Powell : Bradley Morahan
- 1970 : Le Troisième Œil (en) (The Yin and the Yang of Mr. Go) : Y. Y. Go
- 1970 : Place aux jeunes (Spring and Port Wine) : Rafe Crompton
- 1970 : De la part des copains (Cold Sweat) de Terence Young : le capitaine Ross
- 1971 : Les Quatre Mercenaires d'El Paso (Bad Man's River) de Eugenio Martín : Francisco Montero
- 1971 : Police Magnum (Kill!) de Romain Gary : Alan Hamilton
- 1972 : Les Yeux de Satan (Child's Play) de Sidney Lumet : Jerome Malley
- 1973 : Les Invitations dangereuses (The Last of Sheila) de Herbert Ross : Philip
- 1973 : Le Piège (The MacKintosh Man) de John Huston : Sir George Wheeler
- 1974 : Marseille contrat (The Marseille Contract) de Robert Parrish : Jacques Brizard
- 1974 : Fric frac, rue des diams (11 Harrowhouse) d'Aram Avakian : Charles D. Watts
- 1975 : Les Maîtres (Gente di rispetto) : Bellocampo
- 1975 : Tireur d'élite (La Polizia interviene: ordine di uccidere) de Giuseppe Rosati : le sénateur Leandri
- 1975 : Mandingo de Richard Fleischer : Warren Maxwell
- 1975 : Colère noire (La città sconvolta: caccia spietata ai rapitori) de Fernando Di Leo : l'ingénieur Filippini
- 1975 : Autobiographie d'une princesse (en) (Autobiography of a Princess) de James Ivory : Cyril Sahib
- 1975 : L'Enlèvement (Inside Out) de Peter Duffell : Ernst Furben
- 1976 : La peur règne sur la ville (Paura in città) de Giuseppe Rosati : le préfet
- 1976 : Le Voyage des damnés (Voyage of the Damned) de Stuart Rosenberg : Remos
- 1977 : Croix de fer (Cross of Iron) de Sam Peckinpah : le colonel Brandt
- 1978 : Les Enfants de la rivière (The Water Babies) : M. Grimes
- 1978 : Le Ciel peut attendre (Heaven Can Wait) de Warren Beatty et Buck Henry : M. Jordan
- 1978 : Ces garçons qui venaient du Brésil (The Boys from Brazil) de Franklin J. Schaffner : Eduard Seibert
- 1979 : Les Loups de haute mer (North Sea Hijack) de Andrew V. McLaglen : l’amiral Francis Brindsen
- 1979 : Meurtre par décret (Murder by Decree) de Bob Clark : le docteur Watson
- 1979 : Passeur d'hommes (The Passage) de Jack Lee Thompson : le professeur Bergson
- 1979 : Liés par le sang (Bloodline) de Terence Young : Sir Alec Nichols
- 1982 : A Dangerous Summer (en) : George Engels
- 1982 : Meurtre au soleil (Evil Under the Sun) de Guy Hamilton : Odell Gardener
- 1982 : Le Verdict (The Verdict) de Sidney Lumet : Ed Concannon
- 1983 : Alexandre (des réalisateurs suisses Jean-François Amiguet et Anne Gonthier) : le père[b]
- 1983 : Barbe d'or et les Pirates (Yellowbeard) : le capitaine Hughes
- 1985 : La Partie de chasse (The Shooting Party) : Randolph Nettleby
- 1985 : The Assisi Underground : l’évêque Nicolini

#### Télévision
- 1938 : Cyrano de Bergerac (téléfilm) : Christian de Neuvillette
- 1938 : The Moon in the Yellow River (téléfilm) : Darrell Blake
- 1939 : Bees on the Boat-Dec (téléfilm) : Robert Patch
- 1939 : Square Pegs (téléfilm) : rôle principal
- 1939 : L'Avare (téléfilm) : Valère
- 1939 : The Circle (téléfilm) : Edward Luto
- 1953 : Omnibus (série télévisée éducative) : Napoléon
- 1955 : Lux Video Theatre (en) (série télévisée)
- 1955 : The James Mason Show (série télévisée) : lui-même
- 1956 : General Electric Summer Originals (en) (série télévisée)
- 1957 : Panic! (série télévisée)
- 1957 : General Electric Theater (série télévisée) : Wayne Sebastian
- 1958 : Schlitz Playhouse of Stars (série télévisée) : le capitaine Valdez
- 1959 : Goodyear Theatre (série télévisée) : Marius
- 1960 : The DuPont Show with June Allyson (en) (série télévisée) : Henry Chambers
- 1962 : Rebecca (téléfilm) : Maxim de Winter
- 1962 : Alfred Hitchcock présente (The Alfred Hitchcock Hour) (série télévisée) : Warren Barrow
- 1962 : Stoney Burke (série télévisée) : Enoch Gates
- 1965 : Le Jeune Docteur Kildare (Doctor Kildare) (série télévisée) : Dr Maxwell Becker
- 1966 : Dare I Weep, Dare I Mourn (en) (téléfilm diffusé le 21 septembre 1966, une pièce de Stanley Mann d’après une histoire de John le Carré, avec Hugh Griffith) : Otto Hoffman
- 1966 : ITV Play of the Week (en) (série télévisée) : Bernard Sholto
- 1967 : ABC Stage 67 (en) (série télévisée) : Otto Hoffmann
- 1968 : The Legend of Silent Night (en) (téléfilm) : Franz Gruber
- 1969 : A Tall, Stalwart Lancer (en) (téléfilm) : Torquil Callander
- 1972 : The Search for the Nile (mini-série de deux épisodes, réalisée par Richard Marquand) : le narrateur (voix)
- 1973 : Frankenstein: The True Story  (téléfim) : Dr John Polidori
- 1974 : Les Grandes Espérances (en) (Great Expectations) (téléfilm) : Magwitch
- 1976 : Les Origines de la mafia (it) (Alle origini della mafia) (feuilleton TV) : Vianisi[8]
- 1977 : Jésus de Nazareth (Jesus of Nazareth) (série télévisée) : Joseph d'Arimathie
- 1979 : Les Vampires de Salem (Salem's Lot) (téléfilm) : Richard K. Straker
- 1982 : À la recherche d'Alexandre le Grand (en) (série télévisée) : le narrateur
- 1982 : Socrates (téléfilm) : Socrate
- 1982 : Ivanhoe (en) (téléfim) : Isaac de York
- 1983 : 1, rue Sésame (émission spéciale intitulée Don't Eat the Pictures: Sesame Street at the Metropolitan Museum of Art) (série télévisée) : un démon
- 1984 : George Washington (en) (série télévisée) : le général Edward Braddock
- 1985 : A.D. (série télévisée) : Tiberius
- 1985 : Le Docteur Fischer de Genève (en) (Dr. Fischer of Geneva) (série télévisée) : Dr Fisher

### Producteur
- 1947 : The Upturned Glass
- 1952 : Lady Possessed
- 1953 : Charade
- 1956 : Derrière le miroir (Bigger Than Life)
- 1962 : Hero's Island
- 1969 : Age of Consent

### Scénariste
- 1939 : I Met a Murderer
- 1952 : Lady Possessed
- 1953 : Charade
- 1956 : Derrière le miroir (Bigger Than Life)
- 1958 : Jane Wyman Presents The Fireside Theatre

### Réalisateur
- 1954 : The Child
- 1964 : Rome in Madrid

## Voix françaises
- Jean Davy dans :
  - Pris au piège
  - Madame Bovary
  - Le Renard du désert
  - Jules César
  - Une étoile est née
  - Derrière le miroir
  - Voyage au centre de la Terre
  - Le Crépuscule des aigles
  - Mayerling
  - Police Magnum

- Roland Ménard dans :
  - Le Piège
  - Les Invitations dangereuses
  - Marseille contrat
  - Croix de fer
  - Jésus de Nazareth (mini-série)
  - Les Enfants de la rivière
  - Meurtre au soleil

- Michel Auclair dans :
  - L'Homme en gris
  - L'Homme fatal
  - Huit Heures de sursis

- Jean Marchat dans :
  - Pandora
  - Le Prisonnier de Zenda
  - 20 000 lieues sous les mers

- Jacques Erwin dans :
  - L'Affaire Cicéron
  - Les Rats du désert
  - Prince Vaillant

- William Sabatier dans :
  - MI5 demande protection
  - Les Quatre Mercenaires d'El Paso
  - De la part des copains

- André Valmy dans :
  - Frankenstein: The True Story (téléfilm)
  - Mandingo
  - Liés par le sang

- Claude Joseph dans :
  - Ces garçons qui venaient du Brésil
  - Meurtre par décret
  - Passeur d'hommes

- René Arrieu dans :
  - La Chute de l'Empire romain
  - Les Loups de haute mer

Mais aussi :
- Roger Til dans Service secret
- Yvan Desny dans Ville haute, ville basse
- Guy Chapellier dans Les Désemparés (doublage tardif)
- Ulric Guttinger dans Les Bagnards de Botany Bay
- Jean-François Laley dans Une île au soleil
- Jacques Dacqmine dans La Mort aux trousses
- Renaud Mary dans Un brin d'escroquerie
- Yves Brainville dans Lolita
- Jacques Beauchey dans Les Fuyards du Zahrain
- Pierre Gay dans Défi à Gibraltar
- Marcel Bozzuffi dans Lord Jim
- Roger Tréville dans Georgy Girl
- Albert Médina dans Duffy, le renard de Tanger
- Jean Berger dans L'Enlèvement
- Raymond Loyer dans Le Voyage des damnés
- Jean Lagache dans Le ciel peut attendre
- Jean-Claude Michel dans Les Vampires de Salem (mini-série)[9]
- Georges Aminel dans Le Verdict

## Distinctions

### Récompenses
1955 : Golden Globe du meilleur acteur dans un film musical ou une comédie pour Une étoile est née

### Nominations
- 1955 : Nomination à l'Oscar du meilleur acteur pour Une étoile est née
- 1963 : Nomination au Golden Globe du meilleur acteur dans un film dramatique pour Lolita
- 1963 : Nomination au BAFTA du meilleur acteur pour Lolita
- 1967 : Nomination au BAFTA du meilleur acteur pour MI5 demande protection
- 1967 : Nomination à l'Oscar du meilleur acteur dans un second rôle pour Georgy Girl
- 1979 : Nomination au Saturn Award du meilleur acteur dans un second rôle pour Le ciel peut attendre
- 1983 : Nomination au Golden Globe du meilleur acteur dans un second rôle pour Le Verdict
- 1983 : Nomination à l'Oscar du meilleur acteur dans un second rôle pour Le Verdict

## Éléments biographiques complémentaires
- James Mason s'est marié à deux reprises, d'abord avec Pamela Kellino (en) (de 1941 à 1964) puis avec Clarissa Kaye (en) (de 1971 jusqu'à sa mort).
- James Mason a été un objecteur de conscience lors de la Seconde Guerre mondiale, ce qui explique en grande partie le fait qu'il n'ait jamais été anobli.
- Georgy Girl (1966) est le dernier film en noir et blanc dans lequel il a tourné. Son premier film en couleurs est Pandora en 1951.
- Son film This Man Is Dangerous (en) (1941) a longtemps été inclus dans la liste des soixante-quinze films les plus recherchés par le British Film Institute (le BFI) et considéré comme perdu. En 2017, une copie du film a cependant été retrouvée aux États-Unis sous le titre The Patient Vanishes et a fait l'objet d'une projection au BFI en novembre de la même année[10].
- L'acteur n'est pas crédité au générique des films l’Invincible armada (1937) et Les Fuyards du Zahrain (1962) alors que ses caméos sont importants pour le déroulement de l'intrigue.
- En 1962, l'acteur a été approché pour incarner le rôle de James Bond mais il déclina l'offre, lui préférant celui de Pr Humbert Humbert dans Lolita sous la direction de Kubrick.
- Il a été nommé meilleur acteur du siècle à l'occasion de l'Exposition universelle de Montréal en 1967.